# Tentativa de assassinato de Ronald Reagan
A tentativa de assassinato de Ronald Reagan ocorreu em 30 de março de 1981, 69 dias após Ronald Reagan ter assumido a presidência dos Estados Unidos. Enquanto deixava um compromisso público no Washington Hilton Hotel em Washington, D.C., o presidente Reagan e três outros foram baleados e feridos por John Hinckley Jr. Reagan sofreu uma perfuração no pulmão, mas um atendimento médico rápido permitiu que ele se recuperasse rapidamente apesar de sua idade, na época Reagan tinha 70 anos. A tentativa de assassinato de Ronald Reagan foi retratada no filme The Day Reagan Was Shot, produção de 2001.
Reagan foi o primeiro presidente em serviço dos Estados Unidos que foi baleado e sobreviveu a uma tentativa de assassinato. Não houve invocação formal da sucessão presidencial, embora uma declaração polêmica feita pelo Secretário de Estado Alexander Haig dizendo que ele estava "no comando" marcou um curto período durante o qual o vice-presidente George H. W. Bush estava fisicamente ausente, voando de volta para Washington, D.C. a bordo do Air Force Two após um discurso em Fort Worth, Texas. Hinckley, o atirador, foi declarado inocente por motivos de insanidade e permaneceu confinado em uma instituição psiquiátrica. No dia 10 de Setembro de 2016 permitiu-se que Hickley abandonasse o hospital, para viver com a sua mãe a tempo inteiro, sob supervisão legal e com tratamento psiquiátrico obrigatório.

## Motivação
A motivação por detrás do ataque de Hinckley foi uma obsessão doentia pela atriz Jodie Foster devido a erotomania. Enquanto morava em Hollywood no final da década de 1970, ele assistiu o filme Taxi Driver pelo menos umas quinze vezes, ao que parece houve uma forte identificação com a personagem principal, Travis Bickle (interpretado por Robert De Niro). A trama mostra os esforços de Bickle para proteger uma prostituta de 12 anos interpretada por Foster; quase no fim do filme, Bickle tenta assassinar um Senador americano que é candidato a presidente. Nos anos seguintes, Hinckley persegue Foster pelo país, chegando ao ponto de matricular-se no curso de letras da Universidade Yale em 1980 quando ele ficou sabendo que ela era uma estudante daquela universidade. No fim de 1980, Hinckley escreveu muitas cartas e bilhetes endereçados a Foster. Ele telefonou para ela duas vezes e se recusou a desistir quando ela indicou que não estava interessada nele. Convencido que sendo uma figura conhecida nacionalmente ele estaria à altura de Foster, Hinckley começou a perseguir o então presidente Jimmy Carter (essa decisão de ter um presidente como alvo foi também inspirada no filme Taxi Driver). No início de março de 1981, ele escreveu mais três ou quatro bilhetes para Foster. Ela entregou esses bilhetes para o reitor da universidade que, por sua vez, os enviou ao Departamento de Polícia de Yale, o qual seguiu as pistas deixadas por Hinckley porém não obteve êxito.

## Emboscada fora do hotel

### Reagan discursa no Washington Hilton Hotel
Hinckley chegou em Washington, D.C. no domingo, 29 de março, desceu de um ônibus da Greyhound Lines e hospedou-se no Park Central Hotel. Na manhã seguinte, tomou café da manhã no McDonald's, leu um artigo sobre o presidente Ronald Reagan na página A4 do Washington Star, e decidiu que era hora de agir. Sabendo que não viveria para contar sobre o atentado que faria contra Reagan, Hinckley escreveu (mas não postou) uma carta para Foster cerca de duas horas antes da tentativa de assassinato, dizendo que ele esperava impressioná-la com o tamanho de ato que iria fazer.
Em 30 de março de 1981, o presidente Reagan participou de um almoço formal dirigido aos representantes da AFL-CIO no Washington Hilton Hotel. Ele entrou no prédio por volta de 13h45, acenou para a multidão que incluia jornalistas, cidadãos e o Primeiro Ministro do Canadá Pierre Elliott Trudeau.

### Os disparos

Reagan acena para a multidão instantes antes de ser baleado

Pouco antes das 14h30, na hora local, enquanto Reagan caminhava para fora através da T Street NW indo em direção ao carro que o esperava, Hinckley saiu do meio da multidão e disparou um revólver Röhm RG-14 calibre .22 seis vezes em três segundos. O primeiro projétil atingiu a cabeça de James Brady, Secretário de Impressa da Casa Branca. O segundo atingiu as costas de Thomas Delahanty, Oficial de Polícia do Distrito de Columbia. O terceiro projétil ultrapassou o presidente e atingiu a janela de um prédio do outro lado da rua. O quarto acertou o abdómen do agente do Serviço Secreto dos Estados Unidos Tim McCarthy. O quinto atingiu o vidro à prova de balas da janela no lado aberto da porta da Limusina presidencial. O sexto e último projétil ricocheteou na Limusina e atingiu o presidente na sua axila esquerda, passando de raspão por uma costela e se alojando em seu pulmão, parando quase a uma polegada de seu coração.Dezesseis minutos após a tentativa de assassinato, a ATF descobriu que a arma usada no atentado havia sido comprada no Rocky's Pawn Shop em Dallas, Texas. Ela foi carregada com seis cartuchos .22LR da marca "Devastator", os quais continham pequenas cargas explosivas a base de azida de chumbo projetadas para explodir com o contato.
Todo o incidente foi filmado por pelo menos cinco cinegrafistas, de algumas das principais emissoras do país. A CNN transmitiu o discurso de Reagan ao vivo momentos antes, parte de sua equipe ainda se encontrava no interior do hotel. Ao ser preso, Hinckley perguntou aos oficiais se a cerimônia de entrega do Óscar que estava programada para acontecer naquela noite seria adiada por causa do atentado, o que de fato aconteceu.

### Reagan é levado para o hospital
Momentos após o tiroteio, Reagan foi rapidamente colocado na limusina presidencial por agentes do Serviço Secreto. Num primeiro momento, não houve percepção que o presidente tinha sido ferido; a bala que o atingiu entrou logo abaixo de sua axila. Entretanto, quando o agente do Serviço Secreto Jerry Parr (16 de setembro de 1930-9 de outubro de 2015) verificou Reagan procurando por algum ferimento causado por tiro, o presidente tossiu em alto som, o sangue começou a espumar, indicando que seu pulmão foi perfurado. Reagan, encontrando-se em grande dor, pensou que uma de suas costelas havia se quebrado quando o agente Parr o colocou dentro da limusina. Parr deu ordens para o batedor desviar para o hospital da Universidade George Washington.
Embora a equipe médica da sala de emergência tivesse sido informada que vítimas de tiro estavam para chegar, nenhuma maca foi preparada. Reagan saiu da limusina e foi socorrido na sala de emergência. Reclamando de dificuldades para respirar, os seus joelhos se curvaram e Reagan caiu de joelhos.
A equipe de traumatologia, liderada pelo Dr. Joseph Giordano, tratou Reagan com fluidos intravenosos, oxigênio, toxoides e sistemas coletores de drenagem. Quando a Primeira-dama Nancy Reagan chegou na sala de emergência após ser informada da situação, ele disse a ela "Querida, eu esqueci de me abaixar" - tomando emprestado as palavras do boxeador Jack Dempsey que, quando estava na corda sendo açoitado por Gene Tunney, disse algo semelhante para sua esposa.
Uma quantidade significativa de sangue saiu dos tubos dos drenos torácicos. O chefe da cirurgia torácica, Dr. Benjamin L. Aaron, decidiu operar pois a hemorragia persistia. Afinal, Reagan perdera mais da metade de seu volume sanguíneo.
Na sala de operação, Reagan comentou, "Por favor, digam que vocês são todos Republicanos". Giordano, um liberal democrata, respondeu, "Nós somos todos republicanos hoje". A operação durou cerca de três horas. O decorrer de sua pós operação foi complicado pela febre, que foi tratada com múltiplos antibióticos.
Os assessores de Reagan estavam ansiosos pela aparição do presidente e por sua rápida recuperação. Na manhã seguinte após a sua operação, Reagan assinou uma parte da legislação. Reagan deixou o hospital depois de treze dias. Inicialmente, ele trabalhava apenas duas horas por dia na Casa Branca. Ele não comandou nenhuma reunião de gabinete até o vigésimo sexto dia, não se aventurou para fora de Washington até o quadragésimo nono dia, e não deu nenhuma coletiva de imprensa até o septuagésimo nono dia. O médico de Reagan pensou que a recuperação não estava completa até Outubro.
No dia em que sofreu o atentado, Reagan tinha uma visita programada para o estado da Pensilvânia. Enquanto estava entubado, ele rabiscou num bilhete para uma das enfermeiras, "No fim das contas, eu prefiro estar na Filadélfia".

### Investigação
O FBI assumiu o controle da investigação no sábado. Os agentes obtiveram um mandado e vasculharam o quarto de hotel do atirador. Antes de tocar em qualquer coisa, o quarto inteiro foi filmado e fotografado. As impressões digitais foram então procuradas para o caso de haver um cúmplice. 
De acordo com o agente Thomas J. Baker: “O que encontramos no quarto do Sr. Hinckley foi bizarro. Na escrivaninha, para que pudéssemos encontrá-lo, estava todo o seu plano. Ele havia deixado um mapa de onde estava indo. Ele tinha o jornal da manhã aberto com o diário do presidente. Ele divulgou o fato de que Reagan falaria a um grupo sindical no salão de festas do Washington Hilton. O mais estranho de tudo foi uma declaração - uma carta para a atriz Jodie Foster proclamando que ele estava cometendo um ato histórico, um assassinato presidencial, para impressioná-la”.
O número de série do revólver de Hinckley foi fornecido ao Bureau of Alcohol, Tobacco and Firearms. Ele rapidamente determinou onde Hinckley comprou a arma.  A polícia reuniu as testemunhas no auditório onde o presidente havia feito um discurso. Os agentes do Serviço Secreto que eram testemunhas ou tinham outras informações em primeira mão foram identificados.
De acordo com o agente Thomas J. Baker: “Nossa investigação de acompanhamento, que durou semanas, rastreou a história do Sr. Hinckley nos meses anteriores. Descobrimos que ele havia viajado pelo país, ido a campos de tiro e, de fato, estava obcecado pela Sra. Foster. Ele havia planejado e cometido uma tentativa de assassinato contra o presidente. Ele era um homem mentalmente perturbado”.

## Alexander Haig "no comando"

O secretário de Estado Alexander Haig fala à imprensa sobre o atentado.

Membros do Gabinete Ministerial, incluindo o Secretário de Estado Alexander Haig, Secretário de Defesa Caspar Weinberger, e Conselheiro de Segurança Nacional Richard Allen, reuniram-se na White House Situation Room para discutir várias questões, entre elas a viabilidade do Nuclear Football (que ainda estava sob o poder de um oficial do Exército que acompanhava o presidente na maior parte do dia), a visível presença de um número mais do que habitual de submarinos soviéticos ao largo da costa do Atlântico e a linha de sucessão presidencial. Essas reuniões foram gravadas pelo Conselheiro de Segurança Nacional, Allen, com o conhecimento de seus participantes. As fitas logo se tornaram públicas. Ao saber que Reagan estava na sala de cirurgia, Haig declarou, "o governo está bem aqui. E isso significa direito sobre a cadeira presidencial nesse momento, constitucionalmente, até que o Vice-presidente chegue aqui".
O Secretário de Estado não é o segundo na linha de sucessão mas o quarto, depois do Vice-presidente (na ocasião, George H. W. Bush), Presidente da Câmara dos Representantes dos Estados Unidos (na ocasião, Tip O'Neill) e o Presidente pro tempore do Senado dos Estados Unidos (na ocasião, Strom Thurmond). Haig foi acusado por Caspar Weinberger, Secretário de Defesa dos Estados Unidos, por exceder sua autoridade.
Ao mesmo tempo, uma coletiva de imprensa estava em curso na Casa Branca. Um repórter perguntou ao porta-voz Larry Speakes quem estava no comando do governo, Speakes então respondeu, "Eu não posso responder essa pergunta nesse momento." Ao ouvir as palavras de Speakes, Haig correu para a sala de imprensa e fez a seguinte declaração polêmica:
| “ | Constitucionalmente, senhores, temos o Presidente, o Vice-presidente e o Secretário de Estado, nessa ordem, e deve o Presidente decidir, se for do desejo dele, transferir o governo para o Vice-presidente, ele decidirá então. A partir de agora, eu estou no comando aqui, na Casa Branca, aguardando o retorno do Vice-presidente e em contato próximo com ele. Se alguma coisa acontecer, eu repassarei a ele, é claro. | ” |

A declaração de Haig refletia a realidade política, e, posteriormente, ele também diria:
| “ | Eu não estava falando da transição. Eu estava falando do poder executivo, de quem está governando. Isso que havia sido perguntando. Não foi "Quem está na linha de sucessão caso o presidente morra?" | ” |

Embora Haig tenha dito na sala de imprensa que não havia "absolutamente nenhuma medida de alerta que fosse necessária ou cogitada nesse momento", Weinberg, enquanto isso, elevou o nível de alerta militar. Ao retornar ao Situation Room, Haig questionou as ações de Weinberger, que o haviam feito passar por mentiroso. Weinberger e outros acusaram Haig de estar extrapolando os limites de sua autoridade ao declarar "estar no comando", enquanto o próprio se defendia aconselhando os demais a "ler a Constituição", dizendo que seu comentário não envolvia a questão da "sucessão" e que ele sabia a "ordem" de sucessão.
"Apesar de breves explosões e distrações", diria Allen, a equipe reunida teria "trabalhado bem junta. A liderança do congresso manteve-se informada, e os governantes ao redor do mundo foram notificados e tranquilizados". A cirurgia de Reagan encerrou-se às 18h 20min, mas ele não recobraria sua consciência até às 19h 30min, não podendo invocar a Seção 3 da 25ª Emenda à Constituição dos Estados Unidos para tornar Bush o Presidente em Exercício. O próprio Bush chegou à Casa Branca às 19h 00min, e, por sua vez, não invocou a Seção 4 da mesma Emenda. À televisão, teria dito:
| “ | Eu posso assegurar a nação e ao mundo que o governo americano está funcionando completa e eficientemente. | ” |

## Ligações entre as famílias de Hinckley e de George H. W. Bush
John Hinckley Jr. é filho de John Hinckley Sr., presidente da companhia petrolífera Vanderbilt Energy Corp., uma das maiores patrocinadoras política e financeira da campanha primária do Vice-presidente George H. W. Bush em 1980 contra Ronald Reagan. Além disso, o irmão mais velho de John Hinckley Jr., Scott Hinckley, vice-presidente da Vanderbilt, Neil Bush, filho do Vice-Presidente George H.W. Bush, tinham um jantar de negócios marcado para o dia seguinte.
A Associated Press publicou a seguinte nota curta em 31 de março de 1981:
| “ | A família do homem acusado de tentar assassinar o Presidente Reagan é conhecida da família do Vice-presidente George H. W. Bush e já fez grandes contribuições para sua campanha política… Scott Hinckley, irmão de John W. Hinckley Jr., que declarou ter atirado em Reagan, era para participar de um jantar esta noite em Denver, na casa de Neil Bush, um dos filhos do Vice-presidente… Neil Bush mora em Denver, onde trabalha para a Standard Oil Co. de Indiana. No ano de 1978, Neil Bush foi diretor da campanha de seu irmão, George W. Bush, o filho mais velho do Vice-presidente, que fez uma tentativa mal sucedida de ingressar no Congresso. Neil morou em Lubbock, Texas, durante o ano de 1978, cidade onde John Hinckley viveu de 1974 até 1980. | ” |

## Consequências

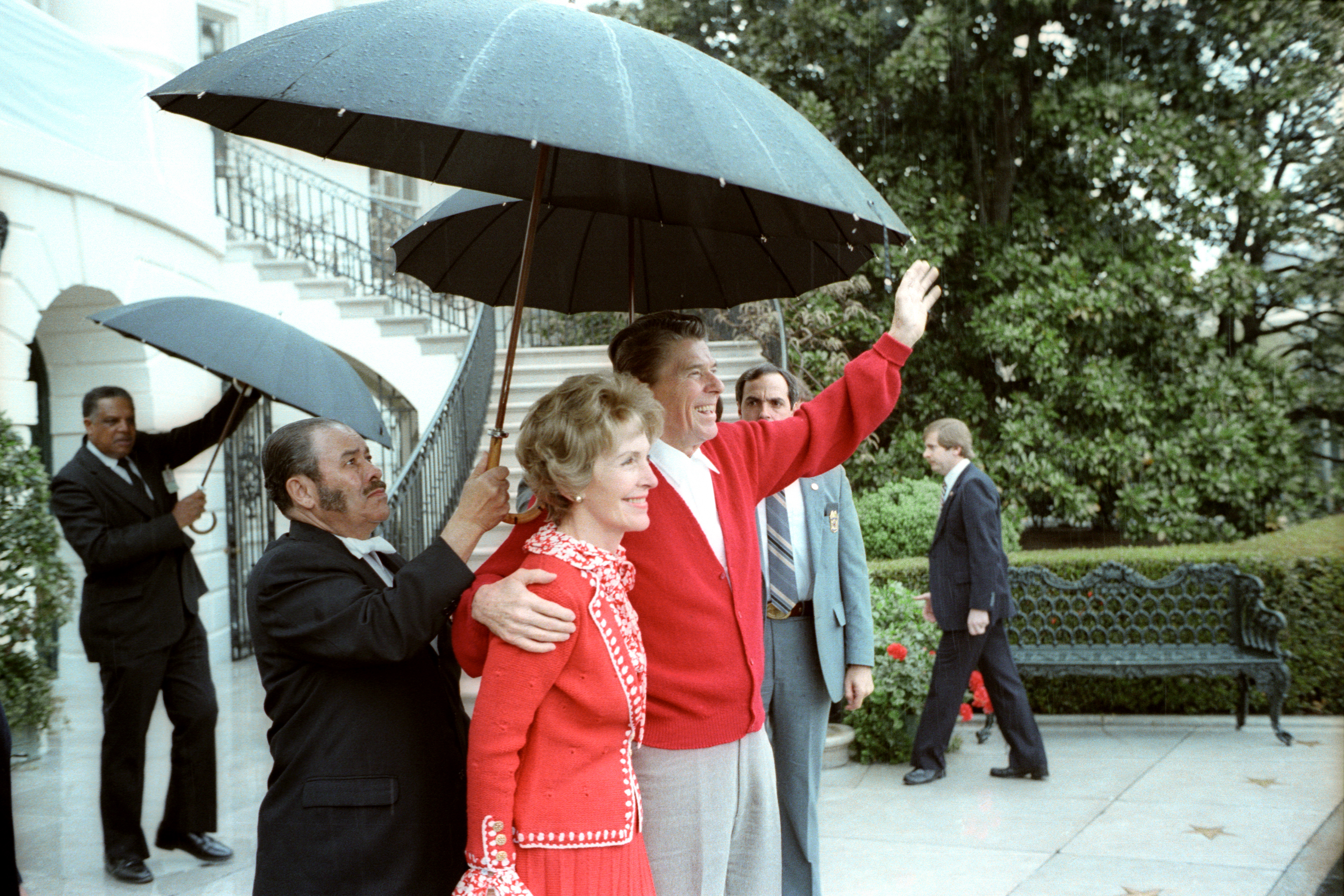
O casal Reagan acena da Casa Branca após o retorno do presidente Reagan do hospital em 11 de abril.

Os planos de Reagan para o mês seguinte e outros compromissos foram cancelados, incluindo uma visita ao controle da missão do Centro Espacial Lyndon Johnson em Houston, Texas, em abril de 1981 durante a missão STS-1, o primeiro voo de um ônibus espacial (em vez disso, ele visitaria a segunda missão, STS-2, que aconteceu em novembro de 1981). Reagan retornou ao Salão Oval em 25 de abril, recebendo uma calorosa saudação de seus assessores e membros de seu Gabinete; referindo-se a sua equipe de trabalho durante sua ausência, Reagan insistiu, "Eu deveria estar aplaudindo vocês". Sua primeira aparição em público foi num discurso em 28 de abril diante do Congresso dos Estados Unidos, na fala, o Presidente apresentou seu plano de redução de gastos, uma promessa de sua campanha. Ele recebeu "duas estrondosas salvas de palmas", fato que o The New York Times considerou como sendo "uma saudação pela sua boa saúde" assim como seus programas de governo, que foram apresentados por Reagan com uma linguagem alusiva a sua recuperação médica.
Os dois oficiais de polícia que ficaram feridos no atentado recuperaram-se de seus ferimentos, embora o oficial Delahanty foi forçado a se aposentar devido aos ferimentos graves que sofreu. O ataque feriu seriamente o Secretário de Imprensa do Presidente, James Brady, que sofreu um ferimento grave na cabeça e tornou-se permanentemente deficiente. Brady permaneceu como Secretário de Imprensa pelo resto da administração de Reagan, mas este foi principalmente um papel titular. Mais tarde, Brady e sua esposa Sarah Brady, tornaram-se os principais defensores do controle de armas e outras ações para reduzir a quantidade de violência armada nos Estados Unidos. O casal também foi ativo no Lobbying e fundou a organização sem fins lucrativos Handgun Control, Inc (que acabaria por ser renomeada para Brady Campaign to Prevent Gun Violence). Uma lei chamada Brady Handgun Violence Prevention foi aprovada em 1993, como resultado do trabalho.

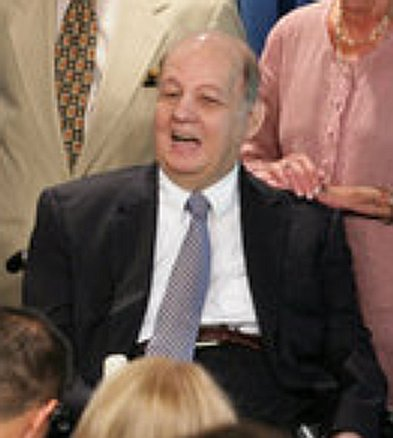
James Brady em agosto de 2006

Em 21 de junho de 1982, Hinckley foi declarado inocente por motivos de insanidade. Os relatórios psiquiátricos apresentados pela defesa declararam que Hinckley sofria de insanidade ao passo que os relatórios de acusação declararam o atirador legalmente são. Seguindo as orientações de seus advogados, John Hinckley recusou-se a falar em sua própria defesa. Ele foi confinado no St. Elizabeths Hospital em Washington, D. C., onde foi mantido até 2016. Após seu julgamento, ele escreveu que o atentado foi a "maior prova de amor de todos os tempos" e não mostrou nenhum arrependimento.
O veredito de inocente resultou numa decepção generalizada, e, consequentemente, o Congresso dos Estados Unidos e um número de estados reescreveu leis observando a defesa por insanidade. O antigo modelo de avaliação do Código Penal foi substituído por um teste que muda o ônus da prova de insanidade da acusação para o acusado. Três estados aboliram completamente a defesa por insanidade.
Jodie Foster foi perseguida implacavelmente pela mídia no início de 1981 porque ela era o alvo da obsessão de Hinckley. Ela comentou sobre Hinckley em três ocasiões: durante uma coletiva de imprensa realizada poucos dias depois do atentado, em um artigo que ela escreveu em 1982, e numa entrevista com Charlie Rose para o programa 60 Minutes II, da CBS, aliás, ela já encerrou várias entrevistas depois que o assunto foi mencionado.